# Décès en janvier 1923
Décès
- 1919
- 1920
- 1921
- 1922
- 1923
- 1924
- 1925
- 1926
- 1927

Pour une information complémentaire, voir la page d'aide.

| Date | Nom | Pays | Activités | Âge | Source |
| ---- | --- | ---- | --------- | --- | ------ |